# Веселина Попова
Веселина Попова е българска актриса и певица.

## Биография и творчество
Участва в музикалния конкурс „Мюзик айдъл 3“, Шоуто на Иван и Андрей, както и в телевизионния сериал „Столичани в повече“, където изпълнява ролята на секретарката Деси.
Участва в полуфинала за избор на българска песен за „Евровизия 2012“ с 2 песни – „Keep me down“ със Светозар Христов и „Love goes around“ с Цветелин Атанасов – Елвиса. Песните продължават да се борят на финала, състоял се на 29 февруари 2012 г.
На 1 февруари 2012 г. пуска дебютната си песен „Винаги мога“ и видеоклип към нея.
През 2013 г. излиза съвместният проект „Under my skin“ с DJ Mascota и видеото към него.